# Plískov
Plískov – gmina w Czechach, w powiecie Rokycany, w kraju pilzneńskim. Według danych z dnia 1 stycznia 2014 liczyła 123 mieszkańców.